# Лён жёстковолосистый
Лён жёстковолоси́стый (лат. Līnum hirsūtum) — вид многолетних травянистых растений рода Лён семейства Льновые.

## Ареал и среда обитания
Встречается на Украине, в Молдавии, Европе, Малой Азии и на Балканах, в России встречается в Курской, Воронежской, Белгородской, Ростовской областях.
Как правило, растёт в степных зонах, лесостепях, реже встречается на выходах мела, на луговых и настоящих степях, каменистых склонах рассеянно.

## Ботаническое описание
Многолетнее растение. Стебель высотой 8—40 см, волосистый, как и листья.
Листья сидячие с тремя — пятью жилками; прикорневые листья лопатковидные; средние стеблевые — обратно удлинённо-яйцевидные, 2,5—4,5 см длиной и 5—12 мм шириной; верхние листья линейно-ланцетные, 7—10 мм длиной и 2—4 мм шириной, на верхушке заострённые.
Лепестки длиной 2—3 см, их ноготки[неизвестный термин] сросшиеся или слипшиеся между собой. Чашелистики ланцетные, волосистые, по краю явственно железисто-реснитчатые, в полтора раза длиннее коробочки. Цветки светло-голубые, реже бледно-сиреневые. Цветёт в июне, плодоносит в июле.

## Охрана
Включён в Красные книги следующих субъектов Российской Федерации: Воронежская область, Курская область, Ростовская область, а также в Красную книгу Харьковской области Украины.

## Ботаническая классификация

### Синонимы
По данным The Plant List на 2010 год, в синонимику вида входят:
- Linum cretaceum Juz.
- Linum hirsutum subsp. lanuginosum (Juz.) T.V.Egorova
- Linum lanuginosum Juz.

## Галерея

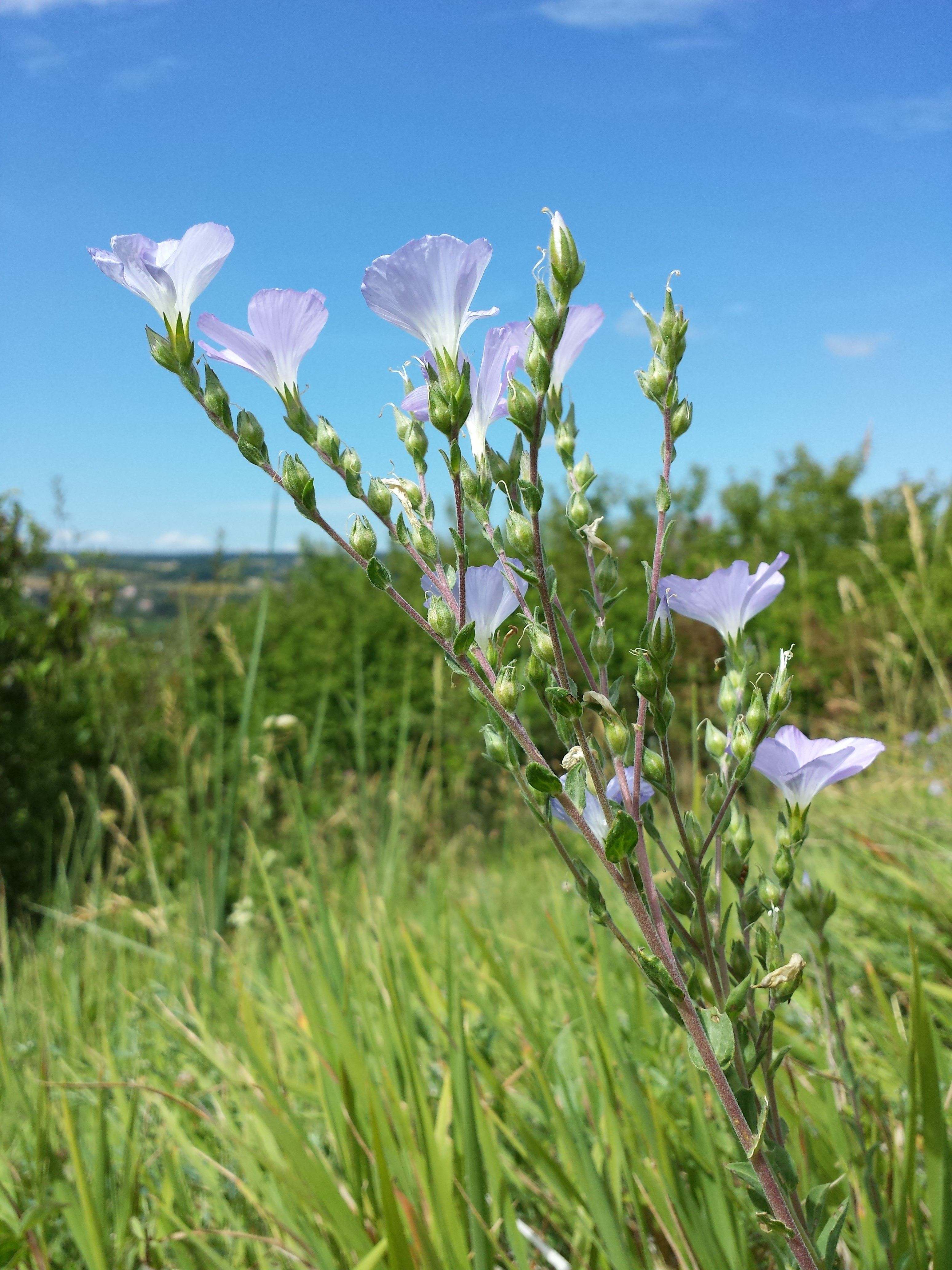
Стебель
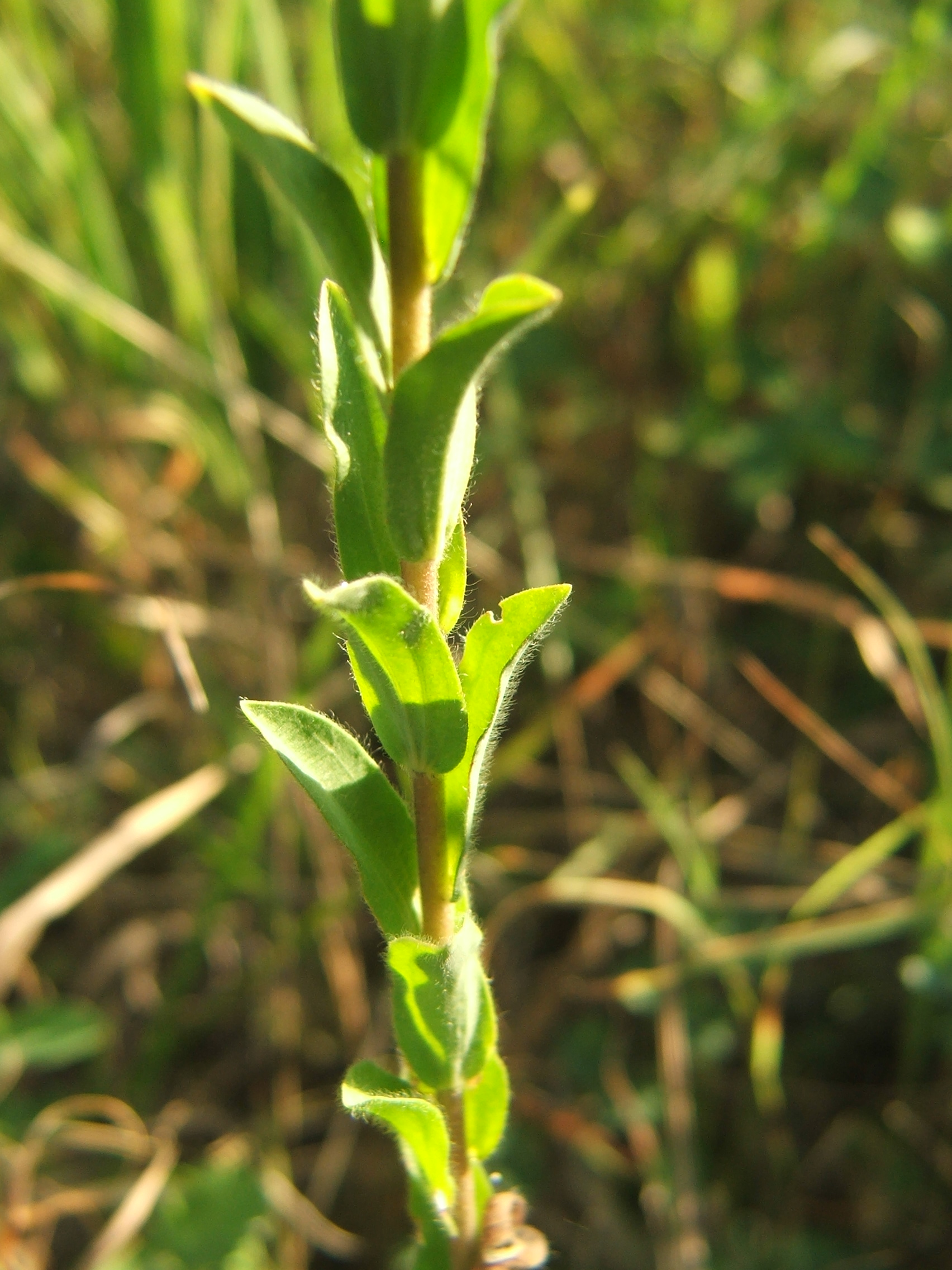
Стебель с листьями
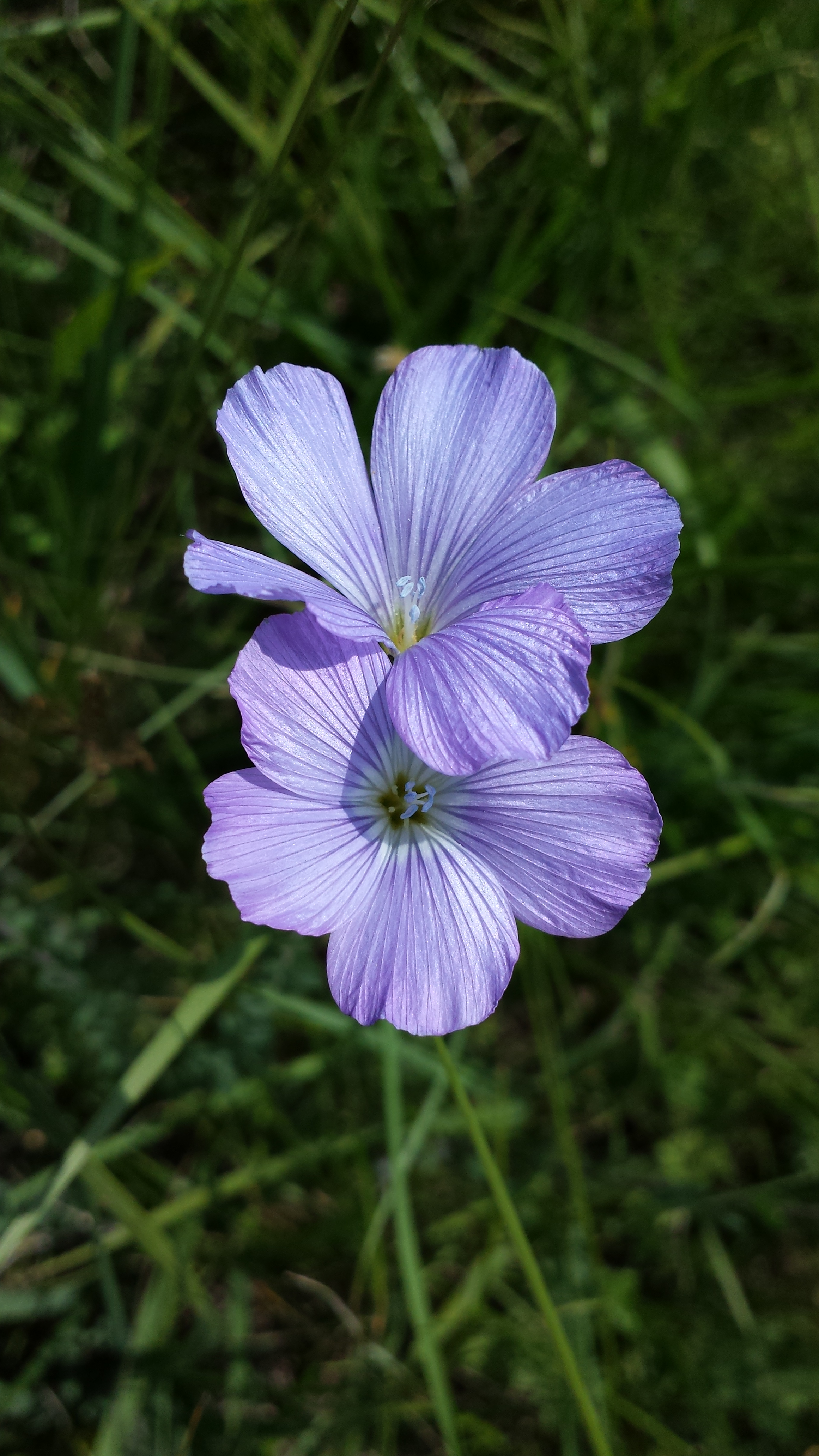
Соцветие
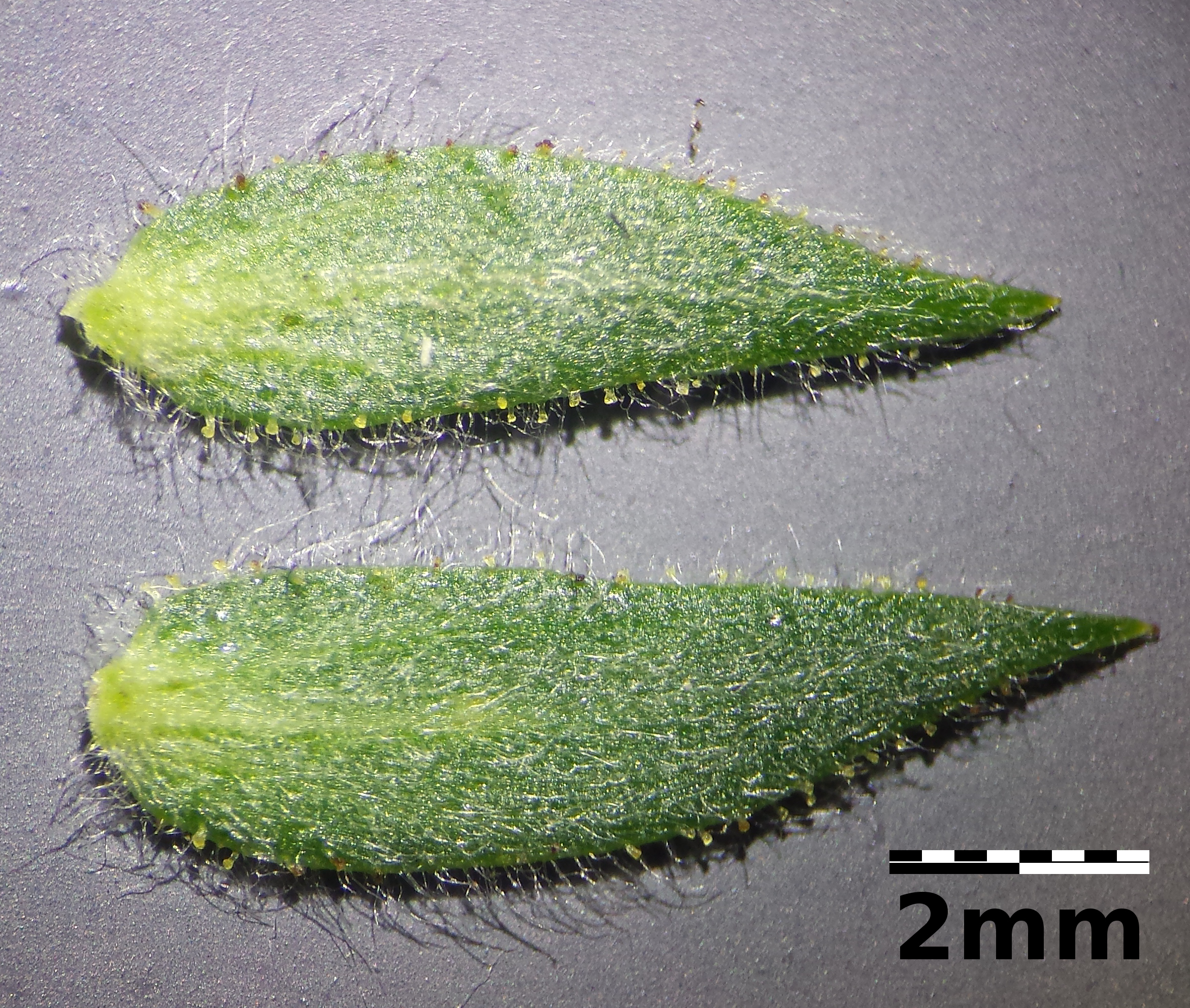
Внутрянняя сторона листа
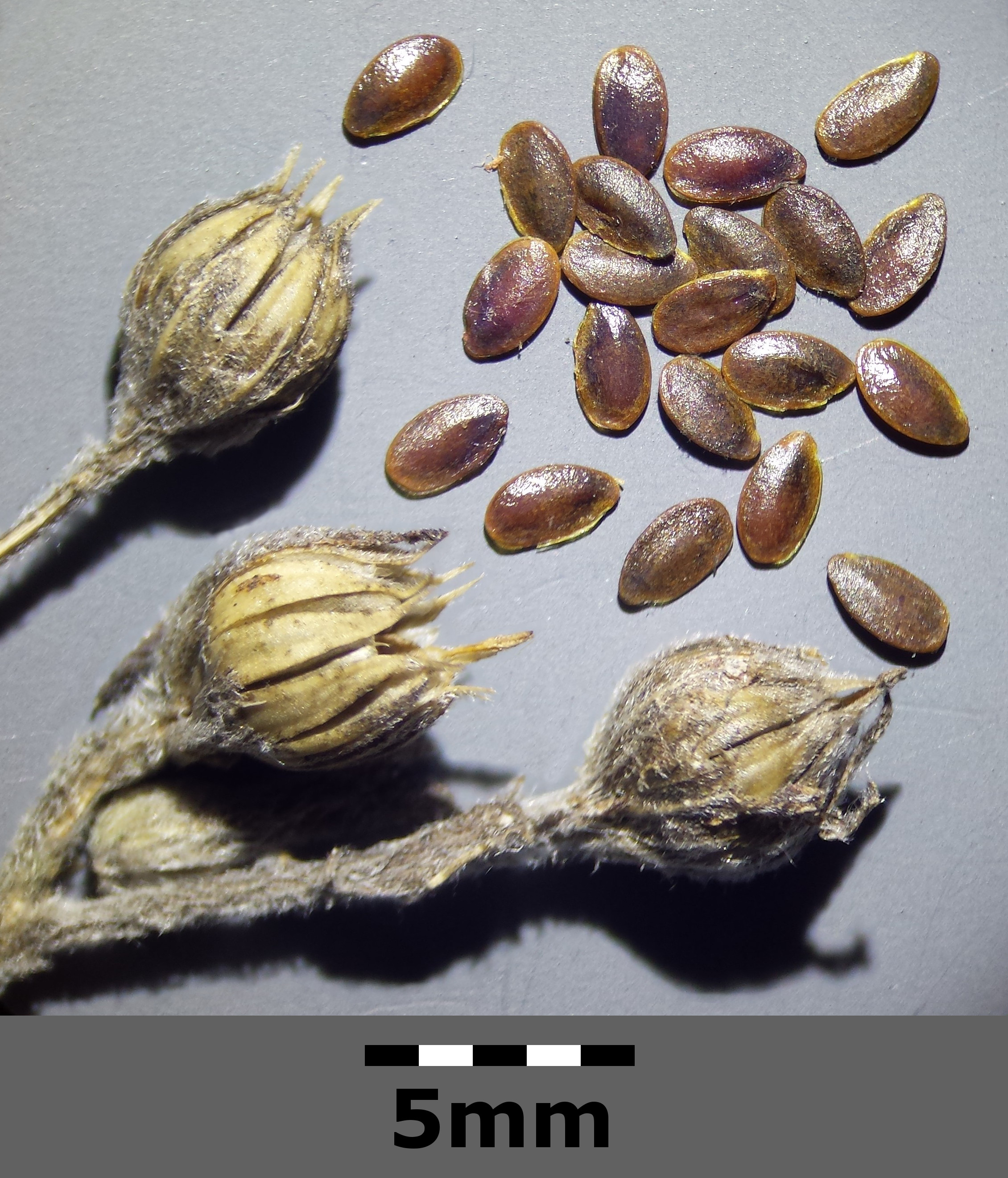
Плоды с семенами
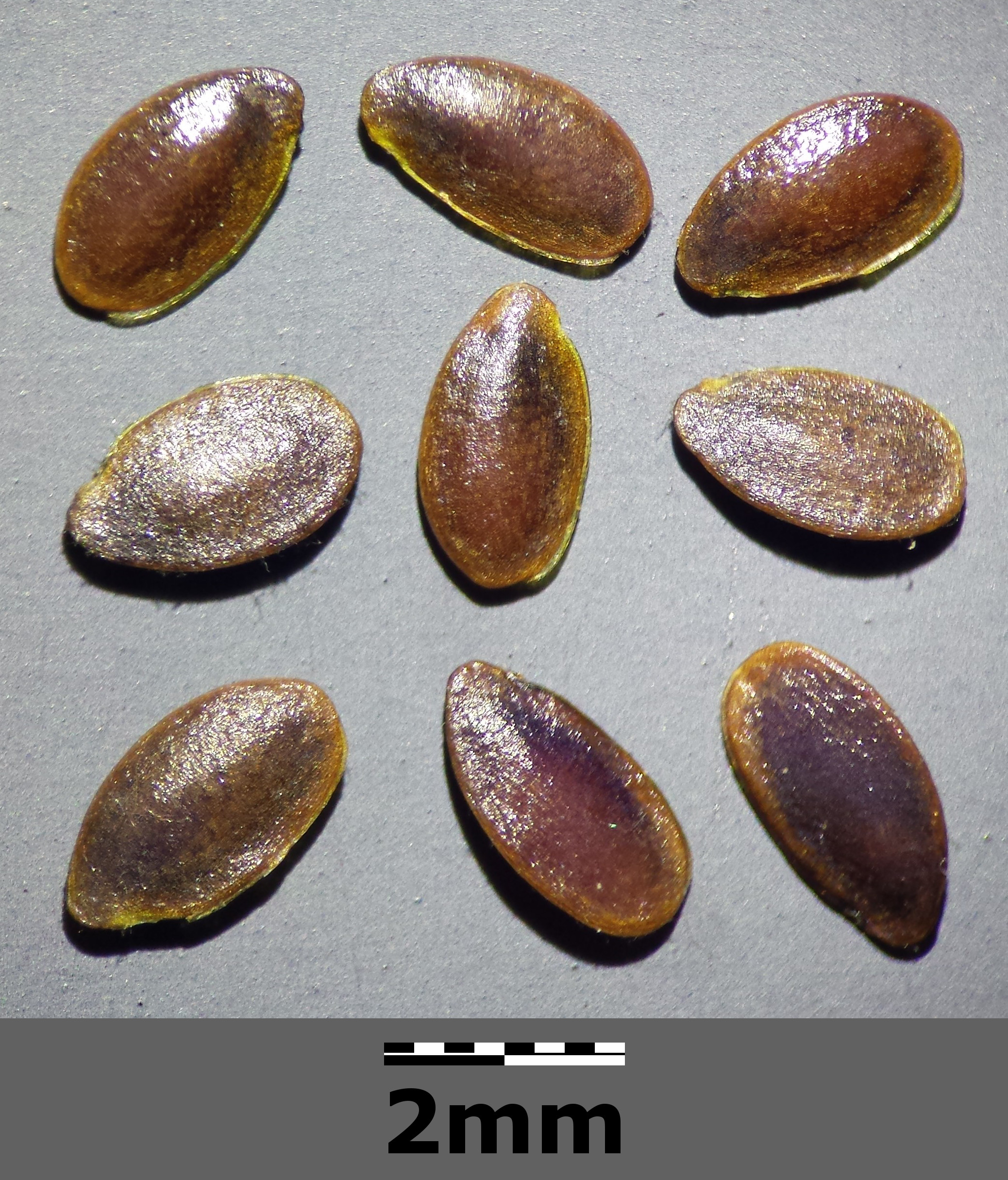
Семена